# 황주량
황주량(黃周亮, ?~?)은 고려의 문신이자 학자이다.

## 생애
1004년(목종 7) 문과에 급제했고, 1013년(현종 4) 1월, 시어사(侍御史), 12월 수찬관(修撰官)에 임명되어, 참지정사(叅知政事) 최항(崔沆)·예부상서(禮部尙書)·김심언(金審言)·예부시랑(禮部侍郞) 주저(周佇)·내사사인(內史舍人) 윤징고(尹徵古)·우습유(右拾遺) 최충(崔冲)과 함께 역사 편찬을 맡게 되었다.
1024년(현종 15) 12월에 어사중승(御史中丞), 1026년(현종 17) 11월에 태자소첨사(太子少詹事), 1027년(현종 18) 6월에 형부시랑(刑部侍郞), 1029년(현종 20) 11월에 국자좨주(國子祭酒), 1030년(현종 21) 5월에 태자우서자(太子右庶子), 12월에 중추원부사(中樞院副使), 1032년(덕종 1) 2월에 중추원사(中樞院使), 3월에 수국사(修國史), 1033년(덕종 2) 1월에 판어사대사(判御史臺事), 10월에 호부상서(戶部尙書), 1034년(덕종 3, 정종 즉위년) 1월에 정당문학(政堂文學)·판한림부사(判翰林院事), 7월에 이부상서(吏部尙書), 12월에 예부상서(禮部尙書)·참지정사(叅知政事), 1037년(정종 3) 7월에 내사시랑평장사(內史侍郞平章事)를 지내는 등 승진에 승진을 거듭했다.
1038년(정종 4) 5월, 위주(威州)·계주(鷄州)에 사는 여진(女眞) 사람 구둔(仇屯)과 고도화(高刀化)가 도령장군(都領將軍) 개로(開老)와 재물 문제로 다투다가 그가 술 취한 틈을 타서 때려 죽이는 사건이 일어났다. 재상들로 하여금 사건의 처리를 의논하게 하자, 시중(侍中) 서눌(徐訥) 등 6명은,
| “ | 여진이 비록 이민족이지만 이미 귀화했고 이름이 호적에 실려 평민과 같이 편성되어 있으므로 분명히 나라의 법을 따라야 합니다. 지금 그의 우두머리를 때려죽였으니 죄는 용서할 수 없습니다. 법대로 논죄하소서. | ” |

라고 주장하였으나, 황주량을 비롯한 11명은 이렇게 주장하였다.
| “ | 이들이 귀화하여 우리나라의 번방이 되었지만 인면수심(人面獸心)이어서 우리의 풍속과 교화에 동화되지 못하였으니 형벌을 가할 수 없습니다. 또한 법률 조문에 ‘모든 귀화 외국인 가운데 같은 종족끼리 서로 범죄를 저지른 자는 각각 그 본디의 관습과 법에 따른다.’고 하였습니다. 하물며 그 이웃 고을의 원로가 이미 자기네 관습과 법에 따라 범인 두 집의 재물을 압수해 개로(開老)의 집에 줌으로써 속죄했으니 어찌 다시 의논하여 결정하겠습니까? | ” |

이에 정종(靖宗)이 황주량 등의 의견을 따랐다.
같은 해 11월, 문하시랑평장사(門下侍郞平章事)에 임명되었고, 1043년(정종 9) 1월, 추충진절문덕광국공신(推忠盡節文德匡國功臣)의 칭호를 덧붙이고, 특진(特進)·수태보(守太保) 겸 문하시중(門下侍中)·판상서이부사(判尙書吏部事)·상주국(上柱國)으로 승진하였다.
일찍이 거란군이 2차 침입 때 개경(開京)을 함락시키면서 궁궐에 불을 질러 서적이 모두 잿더미가 되었는데, 황주량이 왕명으로 사적을 문의하고 사료를 거둬들여 태조(太祖)로부터 목종(穆宗)에 이르는 칠대사적(七代事跡) 36권을 찬집하여 바쳤다.

## 사후
정종의 묘정에 배향되었으며, 시호를 경문(景文)이라 하였다.
훗날 선종(宣宗)이 개부의동삼사(開府儀同三司)를 추증하였다.